# Deutzer Brücke
La Deutzer Brücke (letteralmente: "ponte di Deutz") è un ponte stradale che varca il fiume Reno nella città tedesca di Colonia.

## Storia
Il ponte, con struttura in acciaio venne costruito dal 1947 al 1948; dal 1976 al 1980 vi venne costruito a fianco un secondo ponte in calcestruzzo armato, allargando così la carreggiata stradale.

## Caratteristiche
Si tratta di un ponte a sbalzo lungo complessivamente 437 m. La luce massima è di 184 m e la larghezza del ponte è di 33 m.

### Testi di approfondimento
- (DE) Ferdinand Schleicher, Die neue Straßenbrücke über den Rhein bei Köln-Deutz, in Bauingenieur, anno 24, n. 1, gennaio 1949,  pp. 17-20.
- (DE) D. Knop e J. Urban, Neue, frei vorgebaute Spannbetonbrücken über den Rhein in Köln-Deutz, Konstanz und Weil, in Beton- und Stahlbetonbau, anno 75, n. 7, luglio 1980,  pp. 153-160 e 197-200.